# Madeleine (chanson)
Pour les articles homonymes, voir Madeleine.
Madeleine est une chanson de l'auteur-compositeur-interprète Jacques Brel. Il l'a co-composée avec ses musiciens Gérard Jouannest et Jean Corti. La chanson est créée, en 1961, à l'Olympia par Jacques Brel. La chanson enregistrée en public sort en 1962 sur l'album Olympia 1961, qui est le dernier enregistrement de Brel à paraître sous le label Philips. L'artiste qui est désormais chez Barclay en enregistre une version studio, qui sort en 1962 sur l'album Les Bourgeois et en super 45 tours (la version live Philips a été également publiée en 45 tours). Devenue un classique à la scène, Madeleine clôt les tours de chant de Jacques Brel à l'Olympia en 1964 et 1966.

## Histoire
Marie-Madeleine Lison, une fleuriste de Bruxelles dont Jacques Brel était un client, est persuadée d'avoir inspiré cette chanson. Mannequin dans sa jeunesse, un célèbre photographe Verhassel, aurait fait d'elle une série de portraits dont un où elle est entourée de lilas. Brel aurait été inspiré par ce portrait qui trônait dans la boutique.
La théorie la plus crédible est que Madeleine était une amie proche de Jacques Brel et qui lui avait été présentée par Georges Brassens. Madeleine Zeffa Biver était la fille d’un père communiste et d’une mère juive. Elle « avait échappé aux nazis en 44 puis à un mari brutal quelques années plus tard. À vingt ans, elle fréquenta les poètes, musiciens et artistes de Saint-Germain-des-Prés alors qu’elle travaillait comme modèle pour des coiffeurs parisiens ». Elle avait une fois posé un lapin à Brel. Cet oubli fut à l'origine de la chanson dont un extrait est : « Ce soir, j'attends Madeleine ; j'ai apporté des lilas ; j'en apporte toutes les semaines… ».

## Discographie
1962 :
- 33 tours 30cm Philips B 77 386 L[5] Olympia 1961

- Super 45 tours Philips 432.766 BE : Les Bourgeois, Les Singes, Les paumés du petit matin, Madeleine[6] (version live)

- 33 tours 30cm Barclay 80 173 Les Bourgeois (parut sans titre à l'origine, l'album sort sous deux pochettes différentes)[7],[8].

- 33 tours 25cm Barclay 80 175 Madeleine (disque parut sans titre à l'origine)[9].

- super 45 tours Barclay 70 452 M : Madeleine (version studio), Zangra, Les paumés du petit matin, Rosa[10] (sort sous deux pochettes différentes)[11].

- 33 tours 25cm Philips B 76 556 R[12] Les paumés du petit matin (Jacques Brel a déjà signé chez Barclay, lorsque son ancienne maison de disques sort ce volume, qu'elle présente comme son sixième album. Le disque reprend six chansons enregistrées à l'Olympia - précédemment parues sur l'album Olympia 1961 - ainsi que deux enregistrement studios inédits : L'aventure et Voir[12]).

1964 :
- Olympia 1964 (voir également : Olympia 1964 - 1966).

1966 :
- réédition de l'album 30cm Les Bourgeois sous le titre Le Plat pays (33 tours Barclay 90 015)[13].

- 33 tours 30cm Barclay BB 97 M Jacques Brel chante en multiphonie[14].

1973 :
- 45 tours Barclay 61.837 : Madeleine, Rosa[15]

En 2003, Madeleine est présente sur l'album de compilations Infiniment.

## Reprises
La chanson est reprise par le chansonnier québécois Michel Rivard sur son disque Maudit bonheur paru en 1998 et  par Pierre Bachelet en 2003 sur le disque Tu ne nous quittes pas.